# برج نلسون (منهتن)
برج نلسون (به انگلیسی: Nelson Tower) یک آسمان‌خراش در ایالات متحده آمریکا است که در منهتن واقع شده‌است.